# یواس‌اس گاورنر آر ام مک‌لین (اس‌پی-۱۳۲۸)
یواس‌اس گاورنر آر ام مک‌لین (اس‌پی-۱۳۲۸) (به انگلیسی: USS Governor R. M. McLane (SP-1328)) یک کشتی بود که طول آن ۱۲۰ فوت (۳۷ متر) بود. این کشتی در سال ۱۸۸۴ ساخته شد.